# Terremoto de Haití de 1770
El Terremoto de Haití de 1770 tuvo lugar el 3 de junio de 1770 a las 19:15 con magnitud de 7,5M y de 10 kilómetros de profundidad, como epicentro en la falla de Enriquillo en la ciudad de Puerto Príncipe en la colonia francesa de Santo Domingo, en la actualidad lo que hoy es el país de Haití. Se estima que la cantidad de muertos ocasionado por el terremoto fue de alrededor de más de 250 personas.
El terremoto fue lo suficientemente fuerte como para destruir parcialmente la ciudad de Puerto Príncipe, incluyendo las edificaciones más importantes entre las localidades de Lac-de-Miragoâne y Petit-Goâve. La Hoya de Enriquillo, que se extiende desde el sureste de Haití hasta el suroeste de la República Dominicana fue la región más afectada, derrumbando muchas edificaciones y perjudicando a miles de personas. Se menciona que uno de los pueblos el Croix-des-Bouquets, se hundió unos pocos metros bajo nivel de mar. También fuertes réplicas se sintieron en la ciudad de Cabo Haitiano en la costa norte de Haití, aproximadamente a 160 kilómetros de la capital. Igualmente a raíz del terremoto, se generó un tsunami a todo lo largo del golfo de la Gonâve, arrasando en tierra firme hasta 7,2 kilómetros de extensión.
Se estima que solo en la ciudad de Puerto Príncipe murieron alrededor de 200 personas a causa del colapso de las edificaciones. Sin embargo, las consecuencias subsiguientes del terremoto tuvo más muertes en los meses siguientes a raíz del caos generado por la economía local colapsada y se estima que alrededor 15.000 esclavos murieron por culpa de la hambruna en los años posteriores. Por último, se estima que también alrededor de 15.000 personas murieron por enfermedades gastrointestinales por culpa de carne en mal estado comprada de contrabando a comerciantes españoles,  que no podían vender la carne en la Capitanía General de Santo Domingo.